# Монети італійської ліри

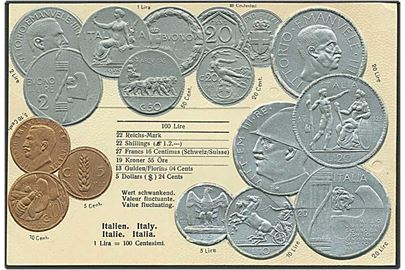
Поштова картка з монетами Італії часів фашистського режиму 1920-х—1940-х років

Монети італійської ліри карбувалися між 1861—2001 роками. Спочатку вони були законним платіжним засобом Королівства Італії (1861—1946), а потім Італійської республіки з 1946 року і до повного переходу на євро 1 січня 2002-го. Протягом всієї своєї історії було випущено 22 номіналів монет, стандартних й пам'ятних та ювілейних. Найменшим номіналом була монета 1 чентезимо, а найбільшим — 10 000 лір.

## Історія

### Королівство Італія
Об'єднання Італії також більш виразно показало плутанину в італійській грошовій системі, що існувала до цього, яка в основному була заснована на срібному монометалізмі, тоді як в Королівстві Сардинії й в інших крупних європейських країнах був золотий монометалізм. Щоб узгодити різні грошові системи, було вирішено вибрати біметалізм, натхненний моделлю французького франка, з якої були взяті параметри монет і обмінний курс 1 до 15.50 між золотом і сріблом. Проте італійська монетна система відрізнялася від французької двома аспектами: срібні монети можна було обмінювати в необмеженій кількості з державою, проте було обмеження на обмін між приватними особами; було також вирішено карбувати монети, які номінально мали срібло 900 проби, але фактично містили лише 835 пробу, щоб таким чином наблизити їх до реального обмінного курсу між золотом і сріблом, який становив приблизно 1 до 14,38. Рівно за чотири місяці після проголошення Королівства Італія уряд запровадив нову національну валюту — італійську ліру. Нова валюта як законний платіжний засіб була затверджена королівським указом від 17 липня 1861 року, в якому визначався обмінний курс валют для переходу на ліру і той факт, що місцеві валюти залишалися законним платіжним засобом у відповідних провінціях їх походження.
З 1861 року почали карбуватися монети номіналом 1, 2 і 5 чентезимо з міді, 50 чентезимо, 1, 2 і 5 лір зі срібла та 10 і 20 лір із золота. Наказом від 24 серпня 1862 року всі монети колишніх італійських держав були остаточно замінені італійською лірою із вмістом 0.29025 г чистого золота або 4.5 г срібла (до 4.459 г у 1863 році), що відповідало вартості старої наполеонівської ліри та сучасного французького франка. З останньою валютою була повна взаємозамінність, що дозволило увійти в Латинський монетний союз й дозволити вільний обіг французького, швейцарського та бельгійського франків на території об'єднаної Італії. Пізніше до існуючих номіналів були додані монети в 10 чентезимо (мідь), 20 чентезимо (спочатку срібло, а потім мідно-нікелевий сплав), 5, 50 і 100 лір (золото).
Вступ Італії у Першу світову війну (1915 року), призвів до дефіциту металу для карбування монет, через що був відновлений фіатний стандарт, який до цього скасували 1909 року. Фіат проіснував до 1927 року, тоді золотий вміст 1 ліри складав 0.07919 г. 1935 року зобов'язання щодо золотого забезпечення ліри були скасовані, а 1936-го її золотий вміст встановили на рівні 0.04677 г.
Після Першої світової війни монети в 50 чентезимо, 1 і 2 ліри почали карбувати з нікелю, а в роки Другої світової війни — з нержавіючої сталі. Монети номіналом в 5, 10 і 20 лір випускалися зі срібла. Після Другої світової війни через сильну інфляцію чентезимо більше не випускали, найдрібнішим номіналом стала монета в 1 ліру.

### Республіка Італія
Після референдуму 2 червня 1946 року, який затвердив нову організаційну форму країни — була створена Республіка Італія, тимчасовий глава республіки Енріко де Нікола підписав указ від 6 вересня 1946 року, що дозволяв Державному монетному двору Італії виготовити і випустити монети номіналом 1, 2, 5 та 10 лір, зі сплаву італьма, що складався з алюмінію, магнію та марганцю. З 21 грудня 1946 року монети набули статусу законного платіжного засобу.
Саме символи миру, громадянського, морального та економічного відновлення країни надихнули художника Джузеппе Романьйолі та гравера П'єтро Джампаолі на створення першої серії монет: на них були зображені Пегас, оливкова гілка, селянин, що оре землю, уособлення Республіки зі смолоскипом свободи.
Між 1953—1954 роками перші ліри припинили своє ходіння як законний платіжний засіб, після чого вони були замінені монетами нового типу.
Після завершення розробки дизайну нових монет, 1951 року почалося їхнє карбування. З 1951 року вийшли монети нового типу, номіналом в 1, 5 та 10 лір; а між 1953—1957 роками були впроваджені номінали у 20 (з бронзіталу), 50 і 100 лір (обидва з акмоніталу). Дизайнером монет знову виступив Джузеппе Романьйолі.
Також 1957 року було випущено срібну монету номіналом 500 лір. Дизайн обидвох сторін монети виконав П'єтро Джампаолі, її аверс, містив портрет жінки навколо якого були герби усіх регіонів Італії, а реверс містив зображення трьох каравелл Христофора Колумба за скульпторою Гвідо Верої.
1959 року через інфляцію було припинено карбування монет номіналом 1 і 2 ліри, а 1967-го припинено карбування срібних монет номіналом 500 лір, оскільки зростання цін на цей дорогоцінний метал сприяло тому, що населення відкладало їх у себе.
Згодом, 1976 року, за ескізами Маріо Валлуччі було розпочату випуск монети номіналом 200 лір із бронзіталу, а 1982 року — першої біметалічної монети номіналом 500 лір, зовнішнє кільце якої виготовлялося з акмоніталу, а серцевина — з бронзіталу. Дизайн 500 лір був створений Лаурою Кретарою, яка також створила дизайни для монет номіналом в 100 та 50 лір, що почали випускатися з 1993 та 1996 років відповідно. 100 та 50 лір Кретари замінили в обігу так звані «мікромонети» аналогічних номіналів, які карбувалися з 1989 роком за дизайнами попередніх монет, розробленими Романьйолі, але зменшеного діаметру.
1997 року за дизайном Уляни Пернацци було випущено останній номінал — біметалеву монету номіналом 1 000 лір, зовнішнє кільце якої було виконано з бронзіталу, а серцевину — з мідно-нікелевого сплаву.

## Монетні двори
За часів правління короля Віктора Еммануїла II, яке тривало між 1861—1878 роками, монети італійської ліри карбувалися низкою італійських підприємств: Римським, Туринським, Міланським, Болонським, Флорентійським та Неапольським монетними дворами. Також карбувалися монети і закордонними підприємствами: Бірмінгемським, Паризьким та Брюсельським монетними дворами. При цьому при Вікторі Еммануїлі II відбувся процес скорочення підприємств, які займалися карбуванням монет, після чого залишилися лише Римський та Міланський монетні двори.

## Королівство Італія (1861—1946)

### Віктор Еммануїл II (1861—1878)
| Зображення | Номінал (лір) | Матеріал           | Маса (г) | Діаметр (мм) | Товщина (мм) | Гурт     | Аверс                        | Реверс                                   | Роки карбування      |
| ---------- | ------------- | ------------------ | -------- | ------------ | ------------ | -------- | ---------------------------- | ---------------------------------------- | -------------------- |
|            | 1 чентезимо   | Мідь               | 1        | 15           | 0.75         | Гладкий  | Портрет Віктора Еммануїла II | Вінок з дубових та лаврових гілок, зірка | 1861—1862, 1867      |
|            | 2 чентезимо   | Мідь               | 2        | 20           | 0.8          | Гладкий  | Портрет Віктора Еммануїла II | Вінок з дубових та лаврових гілок, зірка | 1861—1862, 1867      |
|            | 5 чентезимо   | Мідь               | 5        | 25           | 1.1          | Гладкий  | Портрет Віктора Еммануїла II | Вінок з дубових та лаврових гілок, зірка | 1861—1862, 1867      |
|            | 10 чентезимо  | Мідь               | 10       | 30           | 1.5          | Гладкий  | Портрет Віктора Еммануїла II | Вінок з дубових та лаврових гілок, зірка | 1862—1863, 1866—1867 |
|            | 20 чентезимо  | Срібло (835 проба) | 1        | 16           | 0.5          | Гладкий  | Портрет Віктора Еммануїла II | Номінал, лаврові гілки                   | 1863                 |
|            | 20 чентезимо  | Срібло (835 проба) | 1        | 16           | 0.5          | Гладкий  | Портрет Віктора Еммануїла II | Номінал, лаврові гілки                   | 1863, 1867           |
|            | 50 чентезимо  | Срібло (835 проба) | 2.5      | 18           | 1            | Гладкий  | Портрет Віктора Еммануїла II | Савойський герб, лаврові гілки           | 1861—1863            |
|            | 50 чентезимо  | Срібло (835 проба) | 2.5      | 18           | 1            | Гладкий  | Портрет Віктора Еммануїла II | Номінал, лаврові гілки                   | 1863, 1866—1867      |
|            | 1 ліра        | Срібло (835 проба) | 5        | 23           | 1.5          | Напис    | Портрет Віктора Еммануїла II | Савойський герб, лаврові гілки, номінал  | 1861—1863            |
|            | 1 ліра        | Срібло (835 проба) | 5        | 23           | 1.5          | Напис    | Портрет Віктора Еммануїла II | Номінал, лаврові гілки                   | 1863, 1867           |
|            | 2 ліри        | Срібло (900 проба) | 10       | 27           | 1.85         | Напис    | Портрет Віктора Еммануїла II | Савойський герб, лаврові гілки, номінал  | 1862—1863            |
|            | 2 ліри        | Срібло (900 проба) | 10       | 27           | 1.85         | Напис    | Портрет Віктора Еммануїла II | Номінал, лаврові гілки                   | 1863                 |
|            | 5 лір         | Срібло (900 проба) | 25       | 37           | 2.55         | Напис    | Портрет Віктора Еммануїла II | Савойський герб, лаврові гілки           | 1861—1866, 1869—1878 |
|            | 5 лір         | Золото (900 проба) | 1.61     | 17           | 0.6          | Рифлений | Портрет Віктора Еммануїла II | Савойський герб, лаврові гілки           | 1865                 |
|            | 10 лір        | Золото (900 проба) | 3.22     | 18           | 0.8          | Рифлений | Портрет Віктора Еммануїла II | Савойський герб, лаврові гілки           | 1862—1863, 1865      |
|            | 20 лір        | Золото (900 проба) | 6.45     | 21           | 1.3          | Рифлений | Портрет Віктора Еммануїла II | Савойський герб, лаврові гілки           | 1861—1878            |
|            | 100 лір       | Золото (900 проба) | 32.26    | 34           | 2.3          | Рифлений | Портрет Віктора Еммануїла II | Савойський герб, лаврові гілки           | 1864, 1872, 1878     |

### Умберто I (1878—1900)
| Зображення | Номінал (лір) | Матеріал              | Маса (г) | Діаметр (мм) | Товщина (мм) | Гурт     | Аверс                                            | Реверс                                   | Роки карбування                       |
| ---------- | ------------- | --------------------- | -------- | ------------ | ------------ | -------- | ------------------------------------------------ | ---------------------------------------- | ------------------------------------- |
|            | 1 чентезимо   | Мідь                  | 1        | 15           | 0.75         | Гладкий  | Портрет Умберто I                                | Вінок з дубових та лаврових гілок, зірка | 1895—1897, 1899—1900                  |
|            | 2 чентезимо   | Мідь                  | 2        | 20           | 0.8          | Гладкий  | Портрет Умберто I                                | Вінок з дубових та лаврових гілок, зірка | 1895—1898, 1900                       |
|            | 5 чентезимо   | Мідь                  | 5        | 25           | 1.1          | Гладкий  | Портрет Умберто I                                | Вінок з дубових та лаврових гілок, зірка | 1895—1896                             |
|            | 10 чентезимо  | Мідь                  | 10       | 30           | 1.5          | Гладкий  | Портрет Умберто I                                | Вінок з дубових та лаврових гілок, зірка | 1893—1894                             |
|            | 20 чентезимо  | Мідно-нікелевий сплав | 4        | 21           | 1.4          | Рифлений | Вінок з дубових та лаврових гілок, корона, зірка | Номінал                                  | 1894—1895                             |
|            | 50 чентезимо  | Срібло (835 проба)    | 2.5      | 18           | 1            | Гладкий  | Портрет Умберто I                                | Савойський герб, лаврові гілки, зірка    | 1889, 1892                            |
|            | 1 ліра        | Срібло (835 проба)    | 5        | 23           | 1.5          | Напис    | Портрет Умберто I                                | Савойський герб, лаврові гілки, зірка    | 1883—1884, 1886—1887, 1892, 1899—1900 |
|            | 2 ліри        | Срібло (835 проба)    | 10       | 27           | 1.85         | Напис    | Портрет Умберто I                                | Савойський герб, лаврові гілки, зірка    | 1881—1887, 1887—1889                  |
|            | 5 лір         | Срібло (900 проба)    | 25       | 37           | 2.55         | Напис    | Портрет Умберто I                                | Савойський герб, лаврові гілки, зірка    | 1878—1879                             |
|            | 20 лір        | Золото (900 проба)    | 6.45     | 21           | 1.3          | Рифлений | Портрет Умберто I                                | Савойський герб, лаврові гілки, зірка    | 1879—1886, 1888—1891, 1893, 1897      |
|            | 50 лір        | Золото (900 проба)    | 16.12    | 28           | 1.9          | Рифлений | Портрет Умберто I                                | Савойський герб, лаврові гілки, зірка    | 1884, 1888, 1891                      |
|            | 100 лір       | Золото (900 проба)    | 32.26    | 34           | 2.3          | Рифлений | Портрет Умберто I                                | Савойський герб, лаврові гілки, зірка    | 1880, 1882—1883, 1888, 1891           |

### Віктор Еммануїл III (1900—1946)
| Зображення | Номінал      | Матеріал                                                                  | Маса (г) | Діаметр (мм) | Товщина (мм) | Гурт                              | Аверс                                   | Реверс                                                                   | Роки карбування                  |
| ---------- | ------------ | ------------------------------------------------------------------------- | -------- | ------------ | ------------ | --------------------------------- | --------------------------------------- | ------------------------------------------------------------------------ | -------------------------------- |
|            | 1 чентезимо  | Мідь                                                                      | 1        | 15           | 0.85         | Гладкий                           | Портрет Віктора Еммануїла III           | Вінок з дубових та лаврових гілок, зірка                                 | 1902—1905, 1908                  |
|            | 1 чентезимо  | Мідь                                                                      | 1        | 15           | 0.85         | Гладкий                           | Портрет Віктора Еммануїла III           | Фігура Італії у човні, на тлі моря. Номінал                              | 1908—1918                        |
|            | 2 чентезимо  | Мідь                                                                      | 2        | 20           | 0.9          | Гладкий                           | Портрет Віктора Еммануїла III           | Вінок з дубових та лаврових гілок, зірка                                 | 1903, 1905—1908                  |
|            | 2 чентезимо  | Мідь                                                                      | 2        | 20           | 0.9          | Гладкий                           | Портрет Віктора Еммануїла III           | Фігура Італії у човні, на тлі моря                                       | 1908—1912, 1914—1917             |
|            | 5 чентезимо  | Мідь                                                                      | 5        | 25           | 1.5          | Гладкий                           | Портрет Віктора Еммануїла III           | Фігура Італії у човні, на тлі моря                                       | 1908—1909, 1912—1913, 1915, 1918 |
|            | 5 чентезимо  | Мідь                                                                      | 3.25     | 19.5         | 1.5          | Гладкий                           | Портрет Віктора Еммануїла III           | Пшеничний колос, номінал                                                 | 1919—1937                        |
|            | 5 чентезимо  | Мідь                                                                      | 3.25     | 19.5         | 1.5          | Гладкий                           | Портрет Віктора Еммануїла III           | Орел, що тримає фасції. Савойський герб                                  | 1936—1939                        |
|            | 5 чентезимо  | Бронза                                                                    | 2.95     | 19.5         | 1.5          | Гладкий                           | Портрет Віктора Еммануїла III           | Орел, що тримає фасції. Савойський герб                                  | 1939—1943                        |
|            | 10 чентезимо | Мідь                                                                      | 5.4      | 23           | 1.9          | Гладкий                           | Портрет Віктора Еммануїла III           | Бджола на квітці, рік випуску                                            | 1919—1937                        |
|            | 10 чентезимо | Мідь                                                                      | 5.4      | 23           | 1.9          | Гладкий                           | Портрет Віктора Еммануїла III           | Савойський герб та фасції. Пшеничний колос та дубове листя               | 1936—1939                        |
|            | 10 чентезимо | Бронза                                                                    | 4.9      | 23           | 1.9          | Гладкий                           | Портрет Віктора Еммануїла III           | Савойський герб та фасції. Пшеничний колос та дубове листя               | 1939—1943                        |
|            | 20 чентезимо | Нікель                                                                    | 4        | 21.5         | 1.4          | Рифлений                          | Бюст жінки, що тримає пшеничне колосся. | Фігура свободи з факелом. Савойський герб                                | 1908—1914, 1919—1922,            |
|            | 20 чентезимо | Мідно-нікелевий сплав                                                     | 4        | 21.5         | 1.4          | Рифлений                          | Номінал, вінок з дубового листя         | Савойський герб, дубові та оливкові гілки                                | 1918—1920                        |
|            | 20 чентезимо | Нікель (1936); нержавіюча сталь (1939-40: не магнітна; 1939-43: магнітна) | 4        | 21.5         | 1.7          | Рифлений                          | Портрет Віктора Еммануїла III           | Жіноча голова. Фасції та Савойський герб                                 | 1936, 1939—1943                  |
|            | 25 чентезимо | Нікель                                                                    | 4.15     | 21.5         | 1.5          | Рифлений                          | Номінал, оливкові гілки                 | Геральдичний орел із Савойським гербом                                   | 1902—1903                        |
|            | 50 чентезимо | Нікель                                                                    | 6        | 24           | 2.1          | Гладкий або рифлений              | Портрет Віктора Еммануїла III           | Фігура Італії з факелом на колісниці                                     | 1919—1921, 1924—1925             |
|            | 50 чентезимо | Нікель (1936); нержавіюча сталь (1939-40: не магнітна; 1939-43: магнітна) | 6        | 24           | 2.1          | Рифлений                          | Портрет Віктора Еммануїла III           | Орел і фасції. Савойський герб                                           | 1936, 1939—1943                  |
|            | 1 ліра       | Срібло (835 проба)                                                        | 5        | 23           | 1.5          | Напис з візерунком                | Портрет Віктора Еммануїла III           | Геральдичний орел із Савойським гербом                                   | 1901—1902, 1905—1907             |
|            | 1 ліра       | Срібло (835 проба)                                                        | 5        | 23           | 1.5          | Напис з візерунком                | Портрет Віктора Еммануїла III           | Фігура Італії на колісниці                                               | 1908—1910, 1912—1913             |
|            | 1 ліра       | Срібло (835 проба)                                                        | 5        | 23           | 1.5          | Напис з візерунком                | Портрет Віктора Еммануїла III           | Фігура Італії на колісниці                                               | 1915—1917                        |
|            | 1 ліра       | Нікель                                                                    | 8        | 26.8         | 1.9          | Рифлений                          | Фігура Італії, що сидить на п'єдесталі  | Оливковий вінок, Савойський герб                                         | 1922—1924, 1928                  |
|            | 1 ліра       | Нікель (1936); нержавіюча сталь (1939-40: не магнітна; 1939-43: магнітна) | 8        | 27           | 2            | Рифлений                          | Портрет Віктора Еммануїла III           | Орел і фасції позаду. Савойський герб                                    | 1936, 1939—1943                  |
|            | 2 ліри       | Срібло (900 проба)                                                        | 10       | 27           | 2            | Напис                             | Портрет Віктора Еммануїла III           | Геральдичний орел із Савойським гербом                                   | 1901—1907                        |
|            | 2 ліри       | Срібло (900 проба)                                                        | 10       | 27           | 2            | Напис                             | Портрет Віктора Еммануїла III           | Фігура Італії на колісниці                                               | 1908, 1910—1912                  |
|            | 2 ліри       | Срібло (900 проба)                                                        | 10       | 27           | 2            | Напис                             | Портрет Віктора Еммануїла III           | Фігура Італії на колісниці                                               | 1914—1917                        |
|            | 2 ліри       | Нікель                                                                    | 10       | 29           | 2            | Гладкий                           | Портрет Віктора Еммануїла III           | Фасції                                                                   | 1923—1927                        |
|            | 2 ліри       | Нікель (1936); нержавіюча сталь (1939-40: не магнітна; 1939-43: магнітна) | 10       | 29           | 2            | Гладкий (1936) рифлений (1939-40) | Портрет Віктора Еммануїла III           | Орел та фасції. Оливковий вінок. Савойський герб                         | 1936, 1939—1943                  |
|            | 5 лір        | Срібло (900 проба)                                                        | 25       | 37           | 3            | Напис з візерунком                | Портрет Віктора Еммануїла III           | Геральдичний орел із Савойським гербом                                   | 1901                             |
|            | 5 лір        | Срібло (900 проба)                                                        | 25       | 37           | 3            | Напис з візерунком                | Портрет Віктора Еммануїла III           | Фігура Італії на колісниці                                               | 1914                             |
|            | 5 лір        | Срібло (835 проба)                                                        | 5        | 23           | 1.65         | Напис з візерунком                | Портрет Віктора Еммануїла III           | Орел, сокира та пучок палиць                                             | 1926—1935                        |
|            | 5 лір        | Срібло (835 проба)                                                        | 5        | 23           | 1.65         | Напис з візерунком                | Портрет Віктора Еммануїла III           | Алегорія родючості: жіноча фігура в оточенні дітей                       | 1936—1937                        |
|            | 10 лір       | Золото (900 проба)                                                        | 3.23     | 18           | 0.8          | Рифлений                          | Портрет Віктора Еммануїла III           | Фігура Італії, зображена у вигляді орачки                                | 1910, 1912                       |
|            | 10 лір       | Срібло (835 проба)                                                        | 10       | 27           | 2.1          | Напис з візерунком                | Портрет Віктора Еммануїла III           | Фігура Італії на колісниці, що тримає фасцію та поводи                   | 1926—1930                        |
|            | 10 лір       | Срібло (835 проба)                                                        | 10       | 27           | 2.1          | Напис з візерунком                | Портрет Віктора Еммануїла III           | Фігура Італії, що стоїть на носі корабля та несе перемогу                | 1936                             |
|            | 20 лір       | Золото (900 проба)                                                        | 6.45     | 21           | 1            | Рифлений                          | Портрет Віктора Еммануїла III           | Геральдичний орел із Савойським гербом                                   | 1902—1903, 1905, 1908            |
|            | 20 лір       | Золото (900 проба)                                                        | 6.45     | 21           | 1            | Рифлений                          | Портрет Віктора Еммануїла III           | Фігура Італії, зображена у вигляді орачки                                | 1910, 1912                       |
|            | 20 лір       | Срібло (800 проба)                                                        | 15       | 35.5         | 2.1          | Рифлений                          | Портрет Віктора Еммануїла III           | Чоловіча фігура та фігура Італії й спирається на щит з Савойським гербом | 1927—1928                        |
|            | 20 лір       | Срібло (800 проба)                                                        | 20       | 35.5         | 2.3          | Рифлений                          | Портрет Віктора Еммануїла III           | Фігура Італії, яка несе Перемогу та тримає фасції, їдучи у колісниці     | 1936                             |
|            | 50 лір       | Золото (900 проба)                                                        | 16.12    | 28           | 1.9          | Рифлений                          | Портрет Віктора Еммануїла III           | Фігура Італії, зображена у вигляді орачки                                | 1910, 1912                       |
|            | 50 лір       | Золото (900 проба)                                                        | 4.39     | 20.5         |              | Рифлений                          | Портрет Віктора Еммануїла III           | Ліктор з фасціями                                                        | 1931—1933                        |
|            | 50 лір       | Золото (900 проба)                                                        | 4.39     | 20.5         |              | Рифлений                          | Портрет Віктора Еммануїла III           | Орел, Савойський герб, фасції                                            | 1936                             |
|            | 100 лір      | Золото (900 проба)                                                        | 32.25    | 35           | 2.3.         | Рифлений                          | Портрет Віктора Еммануїла III           | Геральдичний орел із Савойським гербом                                   | 1903, 1905                       |
|            | 100 лір      | Золото (900 проба)                                                        | 32.25    | 35           | 2.3.         | Рифлений                          | Портрет Віктора Еммануїла III           | Фігура Італії, зображена у вигляді орачки                                | 1910, 1912                       |
|            | 100 лір      | Золото (900 проба)                                                        | 8.79     | 23.5         | 1.7          | Рифлений                          | Портрет Віктора Еммануїла III           | Фігура Італії, яка стоїть на носі корабля                                | 1931—1933                        |
|            | 100 лір      | Золото (900 проба)                                                        | 8.79     | 23.5         | 1.7          | Рифлений                          | Портрет Віктора Еммануїла III           | Ліктор з фасціями, Савойський герб                                       | 1936—1937, 1940                  |

## Республіка Італія (1946—…)
| Зображення | Номінал (лір) | Матеріал                        | Маса (г)                         | Діаметр (мм)                       | Товщина (мм) | Гурт                                     | Аверс                                                                                     | Реверс                                   | Роки карбування      |
| ---------- | ------------- | ------------------------------- | -------------------------------- | ---------------------------------- | ------------ | ---------------------------------------- | ----------------------------------------------------------------------------------------- | ---------------------------------------- | -------------------- |
|            | 1             | Алюміній                        | 1.25                             | 21.6                               | 1.5          | Гладкий                                  | Голова жінки, прикрашена колосками пшениці                                                | Апельсинова гілка                        | 1946—1950            |
|            | 1             | Італьма                         | 0.625                            | 17.2                               | 1.15         | Гладкий                                  | Чашкові ваги                                                                              | Ріг достатку                             | 1951–1959            |
|            | 2             | Алюміній                        | 1.75                             | 24.1                               | 2            | Гладкий                                  | Селянин із плугом                                                                         | Пшеничний колос                          | 1946—1950            |
|            | 2             | Італьма                         | 0.8                              | 18.3                               | 1.5          | Рифлений                                 | Медоносна бджола                                                                          | Оливкова гілка                           | 1953–1959            |
|            | 5             | Алюміній                        | 2.5                              | 26.7                               | 2            | Рифлений                                 | Голова жінки із смолоскипом                                                               | Виноградне гроно                         | 1946—1950            |
|            | 5             | Італьма                         | 1                                | 20.3                               | 1.4          | Гладкий                                  | Кермо                                                                                     | Дельфін                                  | 1951–1998            |
|            | 10            | Алюміній                        | 3                                | 29                                 | 2.1          | Напис                                    | Пегас                                                                                     | Плуг                                     | 1946—1950            |
|            | 10            | Італьма                         | 1.6                              | 23.3                               | 1.5          | Гладкий                                  | Плуг                                                                                      | Колоски пшениці                          | 1951—1999            |
|            | 20            | Бронзітал                       | 3.6                              | 21.3                               | 1.6          | Рифлений (1957—1959) гладкий (1969—1999) | Жінка, прикрашена колосками                                                               | Дубова гілка                             | 1957–1959, 1969–1999 |
|            | 50            | Акмонітал                       | 6.25 (1954—1989) 2.7 (1990—1995) | 24.8 (1954—1989) 16.55 (1990—1995) | 2            | Рифлений (1990—1995) гладкий (1990—1995) | Жінка, увінчана дубовими гілками                                                          | Римський бог вогню Вулкан                | 1954—1995            |
|            | 50            | Мідно-нікелевий сплав           | 4.5                              | 19.2                               | 1.9          | Гладкий                                  | «Італія турріта»                                                                          | Рослінний орнамент                       | 1996–1999            |
|            | 100           | Акмонітал                       | 8 (1955—1989) 3.3 (1990—1992)    | 27.8 (1955—1989) 18.3 (1990—1992)  | 2            | Рифлений                                 | Жінка, увінчана оливковим вінком                                                          | Мінерва, римська богиня війни і мудрості | 1955–1992            |
|            | 100           | Мідно-нікелевий сплав           | 4.5                              | 22                                 | 1.5          | Переривчасто-рифлений                    | «Італія турріта»                                                                          | Оливкова гілка, дельфін, колос і чайка   | 1993–1999            |
|            | 200           | Бронзітал                       | 5                                | 24                                 | 2            | Рифлений                                 | Профіль жінки                                                                             | Зубчасте колесо                          | 1977–1998            |
|            | 500           | Срібло (835 проба)              | 11                               | 29.3                               | 2            | Напис                                    | Портрет жінки в одязі епохи Відродження. По краю розташовані герби дев'ятнадцяти регіонів | Три каравели                             | 1958—2001            |
|            | 500           | Акмонітал Бронзітал             | 6.8                              | 25.8                               | 2            | Переривчасто-рифлений                    | Жінка, прикрашена пір'ям                                                                  | Площа Квірінале                          | 1982–1995            |
|            | 1000          | Бронзітал Мідно-нікелевий сплав | 8.8                              | 27                                 | 2            | Переривчасто-рифлений                    | «Італія турріта»                                                                          | Політична карта Європи                   | 1997–1998            |

## Пам'ятні та ювілейні монети
Випускалися пам'ятні та ювілейні монети номіналами: 1, 100, 200, 500, 1000, 2000, 5000, 10000, 50000 і 100000 лір.